# 郑凤荣
郑凤荣（1937年5月25日—），山东济南人，中國女子跳高运动员，首位打破世界纪录的中国女性，也是首位打破世界纪录的中国田径运动员。郑鳳榮1953年进入中国国家田径队，1957年11月17日，在北京以“剪式”技术跳过了1.77米，打破了女子跳高世界纪录。退役后，郑在体育界担任行政职务，1979年出任中国田径协会副主席，1988年任中华全国体育总会副秘书长，后退休。其女Debra Duan也是跳高运动员，20世纪90年代移民加拿大，育有一女一子，女儿郑妮娜力为跳高运动员，儿子郑恩来（原名郑泰、Ty Schultz）为冰球运动员，姐弟二人均归化入籍中国。